# Зачатие Иоанна Предтечи
Зачатие Иоанна Предтечи — праздник Православной Церкви, установленный в честь зачатия пророка Иоанна Предтечи (именуемого также Крестителем).

## Дата праздника
Из Евангелия от Луки известно, что отец Иоанна, праведный Захария, был из Авиевой череды (восьмой из двадцати четырёх). Если учесть тот факт, что падение Иерусалима произошло на исходе субботы 9 ава и совпало с началом служения первой череды, то зачатие могло произойти 7 нисана (7 апреля) или 28 элула (22 сентября).

## Богослужебное почитание
Празднование Зачатия Иоанна Предтечи известно с V века. Праздник имеет константинопольское происхождение и изначально совпадал с днём новолетия, который около 462 года был перенесён с 23-го на 1 сентября. 
Праздник относится к числу малых славословных. На службе положено чтение Евангелия от Луки, 2 зачала (содержащее рассказ о явлении ангела праведному Захарии) и послания к Галатам, 210 зачала.

### Гимнография
Тропарь, глас 4
Первее нераждающая неплоды возвеселися, / се бо зачала еси Солнца светильника яве, / просвещати имуща всю вселенную, слепотою недугующую. / Ликуй, Захарие, вопия со дерзновением: / пророк Вышняго есть, хотяй родитися.

Кондак, глас 1
Веселится светло Захария Великий / со всеславною Елисаветою сопружницею, / достойно зачинающе Иоанна Предтечу, / егоже Архангел благовести радуяся, / и человецы достодолжно почтим, / яко таинника благодати.